# Pierre Gautherat
Pierre Gautherat (* 16. Januar 2003 in Colmar) ist ein französischer Radrennfahrer, der im Straßenradsport aktiv ist.

## Sportlicher Werdegang
Nach dem Wechsel in die U23 startete Gautherat in der Saison 2022 zunächst für den französischen Verein SCO Dijon. Noch in seiner ersten U23-Saison bekam er die Möglichkeit, als Stagiaire im UCI WorldTeam AG2R zu fahren und erreichte unter anderem den zehnten Platz beim ProTour-Rennen Primus Classic. Zur Folgesaison wurde er in das WorldTeam von AG2R übernommen.
Seine ersten internation Siege erzielte Gautherat in der Saison 2023, jedoch nicht mit seinem Team, sondern mit der Nationalmannschaft, als er den Prolog und die erste Etappe des Course de la Paix Grand Prix Jeseníky gewann. Im Jahr 2024 sicherte er sich als Gesamtsechster die Nachwuchswertung der Tour de La Provence. Zudem wurde er Zweiter beim erstmals ausgetragenen Gran Premio Castellón sowie auf der vierten Etappe der Belgien-Rundfahrt. Seinen ersten Sieg als Radprofi feierte er 2025 mit dem Gewinn der dritten Etappe der Vier Tage von Dünkirchen.

## Erfolge
2018
- Mannschaftszeitfahren Tour des Portes du Pays d'Othe
- Gesamtwertung und eine Etappe Tour de Gironde
- eine Etappe SPIE Internationale Junioren Driedaagse
- Mannschaftszeitfahren Aubel-Thimister-Stavelot
- eine Etappe La Ronde Des Vallées

2021
- eine Etappe und Nachwuchswertung Tour de Bretagne Cycliste
- Französischer Meister – Straßenrennen (U23)

2022
- eine Etappe Alpes Isère Tour
- Nachwuchswertung Tour du Loir-et-Cher
- Mittelmeerspiele – Straßenrennen

2023
- zwei Etappen und Punktewertung Course de la Paix Grand Prix Jeseníky

2024
- Nachwuchswertung Tour de La Provence
- eine Etappe Vier Tage von Dünkirchen

2025
- eine Etappe Vier Tage von Dünkirchen